# Drehlitz
Drehlitz ist ein Ortsteil der Ortschaft Petersberg der gleichnamigen Großgemeinde Petersberg im Saalekreis in Sachsen-Anhalt. 
Bis zur Bildung der Einheitsgemeinde Petersberg am 1. Januar 2010 war Drehlitz ein Ortsteil der selbständigen kleineren Gemeinde Petersberg. Der Ort wurde am 1. Juli 1950 nach Petersberg eingemeindet.

## Geografie
Der Ort Drehlitz liegt etwa 14 Kilometer nördlich von Halle (Saale) am 250 m hohen Petersberg nordöstlich der Ortschaft Petersberg.

## Geschichte
Drehlitz gehörte schriftsässig zum Rittergut Ostrau, welches ab 1485 unter der Verwaltung des wettinischen Amt Delitzsch stand, von diesem jedoch räumlich getrennt lag.
Seit dem 1697 erfolgten Verkauf des benachbarten wettinischen Amts Petersberg an Brandenburg-Preußen lag das kursächsische Drehlitz an der Grenze zum preußischen Herzogtum Magdeburg. Drehlitz blieb jedoch weiterhin dem nun preußischen Amt Petersberg zinsverpflichtet. Auch kirchlich gehörte der Ort weiterhin zum Kirchspiel Petersberg. 1806 erfolgte die Besetzung von Petersberg und dem preußischen Saalkreis durch französische Truppen. Dadurch grenzte das nun königlich-sächsische Drehlitz ab 1807 an den Distrikt Halle im Departement der Saale des Königreichs Westphalen.
Nach der Niederlage Napoleons und dem Ende des Königreichs Westphalen war Drehlitz seit 1813 wieder sächsisch-preußischer Grenzort. Durch die Beschlüsse des Wiener Kongresses kamen die Orte des Gutsbezirks Ostrau wie die meisten Orte des sächsischen Amts Delitzsch im Jahr 1815 zu Preußen. Drehlitz wurde wie der Großteil des Gutsbezirks Ostrau im Jahr 1816 dem Landkreis Bitterfeld im Regierungsbezirk Merseburg der Provinz Sachsen zugeteilt.
Am 15. Juni 1950 wechselte Drehlitz in den Saalkreis und wurde am 20. Juli nach Petersberg eingemeindet. Bei der Kreisreform in der DDR 1952 kam Drehlitz als Ortsteil der Gemeinde Petersberg zum verkleinerten Saalkreis im Bezirk Halle, dieser ging bei der Kreisreform des Landes Sachsen-Anhalt im Jahr 2007 im Saalekreis auf. Bei der Bildung der Einheitsgemeinde Petersberg am 1. Januar 2010 wurde die kleine Gemeinde Petersberg mit ihren beiden Ortsteilen Frößnitz und Drehlitz eine Ortschaft innerhalb der neuen Großgemeinde.

## Politik
Drehlitz gehört zur Ortschaft Petersberg, welche einen eigenen Ortschaftsrat und Ortschaftsbürgermeister hat.

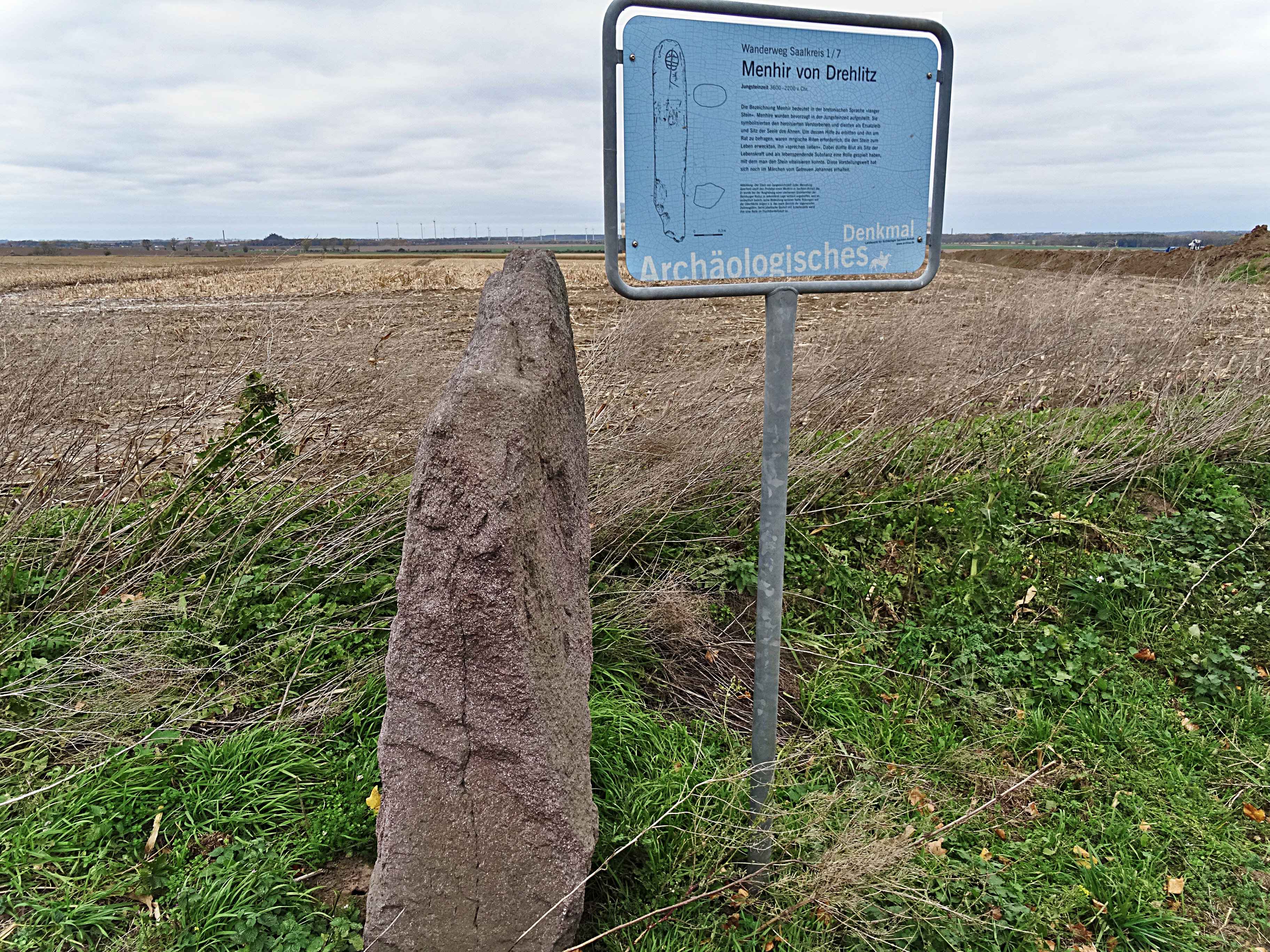
Menhir von Drehlitz

## Sehenswürdigkeiten
In Drehlitz befindet sich ein Megalith (Menhir). Als Kulturdenkmale sind das Gutshaus Drehlitz, das Kriegerdenkmal Drehlitz und das Grabmal Janicke im örtlichen Denkmalverzeichnis eingetragen.

## Verkehrsanbindung
Die A 14, die von Leipzig nach Magdeburg führt, verläuft wenige Kilometer südlich von Drehlitz in Nordwest-Südost-Richtung. Die nächste Abfahrt ist „Halle-Trotha“.